# جورج استمن
جورج استمن (انگلیسی: George Estman; ۸ سپتامبر ۱۹۲۲ – ۱۶ سپتامبر ۲۰۰۶) دوچرخه‌سوار اهل آفریقای جنوبی بود.
وی در مسابقات کشوری و بین‌المللی در مجموع برندهٔ ۱ مدال نقره شده‌است.